# Onorificenze monegasche
Elenco delle onorificenze e degli ordini di merito e cavallereschi distribuiti dal Principato di Monaco.

## Ordini cavallereschi
| Nastro | Onorificenza               |
| ------ | -------------------------- |
|        | Ordine di San Carlo        |
|        | Ordine della Corona        |
|        | Ordine dei Grimaldi        |
|        | Ordine al Merito Culturale |

## Decorazioni di merito

### Decorazioni civili
| Nastro | Onorificenza                               |
| ------ | ------------------------------------------ |
|        | Medaglia d'onore (oro e argento)           |
|        | Medaglia d'onore (bronzo)                  |
|        | Medaglia della Croce Rossa di Monaco       |
|        | Citazione per servizio eccezionale         |
|        | Medaglia dell'educazione fisica e sportiva |
|        | Medaglia al donatore di sangue di Monaco   |
|        | Medaglia del lavoro (argento)              |
|        | Medaglia del lavoro (bronzo)               |
|        | Medaglia del Principe Alberto I            |

### Medaglie commemorative
| Nastro | Onorificenza                                                                              |
| ------ | ----------------------------------------------------------------------------------------- |
|        | Medaglia commemorativa dell'ascesa al trono di Ranieri III                                |
|        | Medaglia commemorativa del matrimonio del principe Ranieri III con la principessa Grace   |
|        | Medaglia commemorativa del 25º di regno di Ranieri III                                    |
|        | Medaglia commemorativa del 40º di regno di Ranieri III                                    |
|        | Medaglia commemorativa del 50º di regno di Ranieri III                                    |
|        | Medaglia commemorativa del 700º anniversario della dinastia dei Grimaldi                  |
|        | Medaglia commemorativa dell'ascesa al trono di Alberto II                                 |
|        | Medaglia commemorativa del matrimonio del principe Alberto II con la principessa Charlene |